# Ruchy eustatyczne

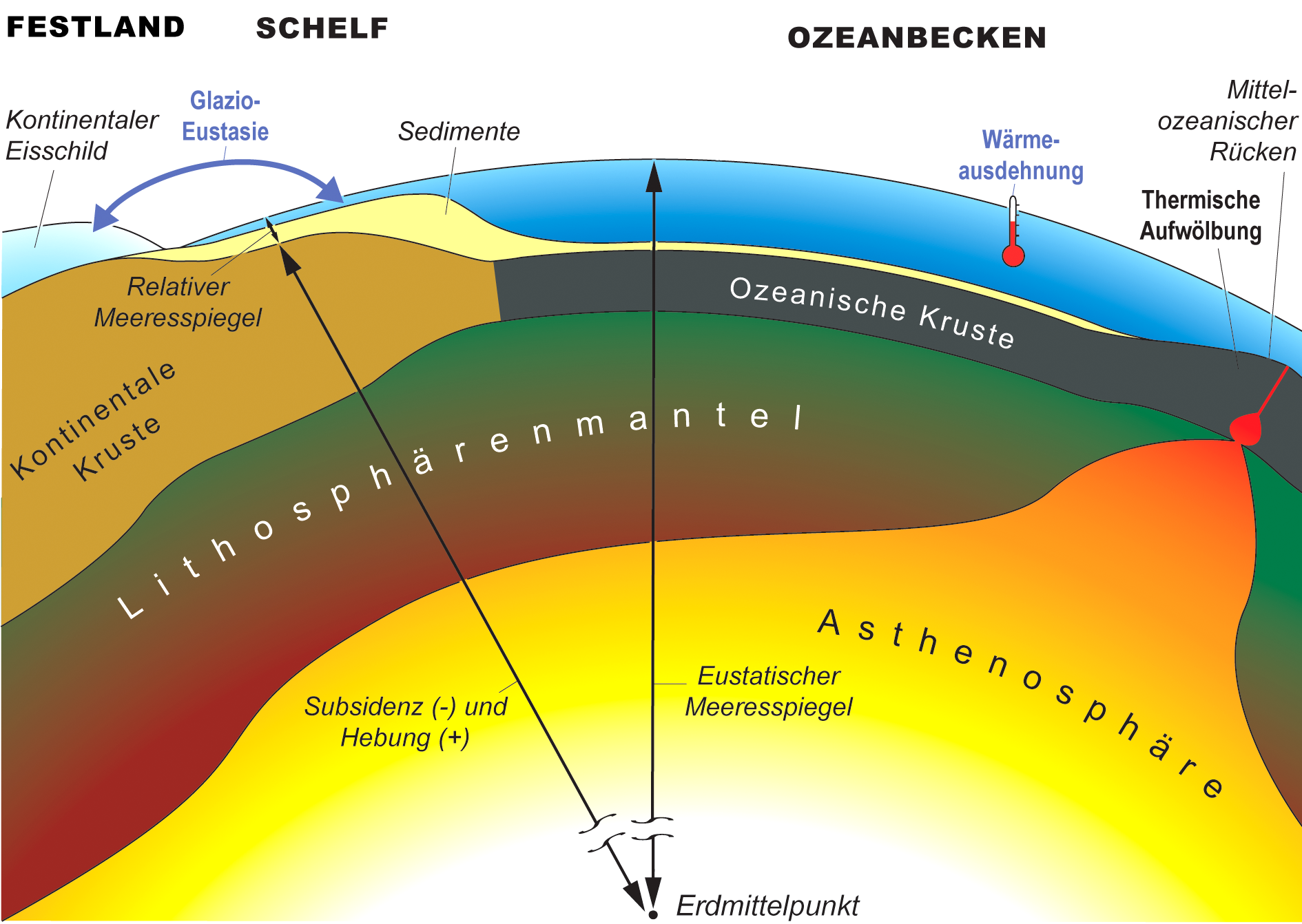
Schemat mechanizmu zmian eustatycznych

Ruchy eustatyczne (stgr. εὖ „dobrze” i στάσις „stan, trwanie, postawa”) – długookresowe zmiany poziomu wód oceanicznych, spowodowane bilansem obiegu wody w przyrodzie, a przede wszystkim tworzeniem się i topnieniem lądolodów.
Średni poziom morza może zmienić się poprzez wiązanie wielkiej ilości wody światowego oceanu na powierzchni kontynentów w czaszach lądolodów podczas zlodowaceń i uwalnianie jej podczas ociepleń (interglacjałów). Amplituda tych zmian w plejstocenie osiągała wartość 120–150 m.
W skali geologicznej obecny poziom morza jest niski, niższy o 150–400 m od maksymalnych. Gdyby stopiły się wszystkie lądolody, podniósłby się o ok. 70 m ponad obecny poziom morza. Wyższe geologicznie poziomy morza związane były z rozmieszczeniem, a głównie rozpłaszczeniem kontynentów. Im bardziej lądy są wypiętrzone, tym niższy jest poziom oceanu. Erozja powoduje zasypywanie morza i podnoszenie jego poziomu, wypiętrzanie gór, odwrotnie, jego obniżanie (zob. tektonika płyt, wędrówka kontynentów, cykl superkontynentalny).
Podczas ostatniego zlodowacenia (115 do 11,5 tys. lat temu) najniższy poziom oceanu miał miejsce ok. 25–20 tys. lat temu (niższy od obecnego o około 130 m). Dane te są mierzone bezpośrednio i estymowane na podstawie potencjalnej objętości lądolodów, przy czym lądolód skandynawski, ze względu na objętość, odgrywał tu o wiele mniejszą rolę niż lądolód północnoamerykański (zob. Arktyka, Laurentide Ice Sheet) i lodowce antarktyczne (zob. Antarktyda).

## Metody badania poziomu mórz
O poziomie mórz wnioskuje się bezpośrednio poprzez badanie geologicznych śladów linii brzegowej, formowanie się delt rzek i dolin wyżłobionych w dnie morskim, rozwój raf koralowców czy erozję wynurzonych raf, pozostałości organizmów przybrzeżnych, nawarstwienia skał osadowych i nadmorskich piasków. Dane te muszą być przeliczone z uwzględnianiem potencjalnych izostazji. Cennych pośrednich informacji dostarczają dane klimatologiczne. Warstwy lodu zaległego od 200 tys. lat, kwaterowanego w lodzie powietrza, a w nim metanu i CO2. Dodatkowo aktywność wulkanów, których potężne eksplozje zakłócają cykle lodowcowe, przyspieszając zlodowacenie. 
Zbadano setki cykli związanych z wypiętrzaniem i topnieniem lodowców. Jest to proces cykliczny, odwieczny, niewiele zależny od człowieka. Ustalono, że dominującą rolę odgrywają cykle Milankovicia – periodyczne zmiany parametrów orbity ziemskiej – ekscentryczności i nachylenie ekliptyki oraz precesja planetarna. 
Badania astrofizyczne innych gwiazd i Słońca pozwalają modelować i lepiej zrozumieć aktywność słoneczną i jej wpływ na cykle zmian poziomu mórz.
Obecnie mamy wysoki poziom oceanów. Stan taki trwał w ostatnim milionie lat stosunkowo krótko (15%). Zwiększona koncentracja CO2 może zachować tę ciepłą "koniunkturę".

Zmiany poziomu mórz w różnych okresach historii Ziemi
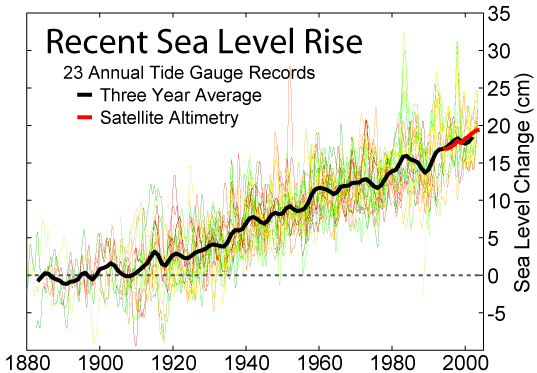
Zmiany poziomu mórz w XX w
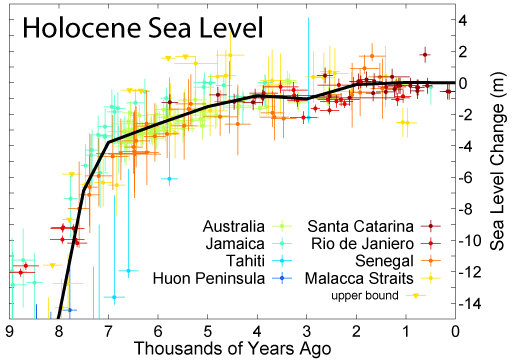
Zmiany poziomu mórz w holocenie
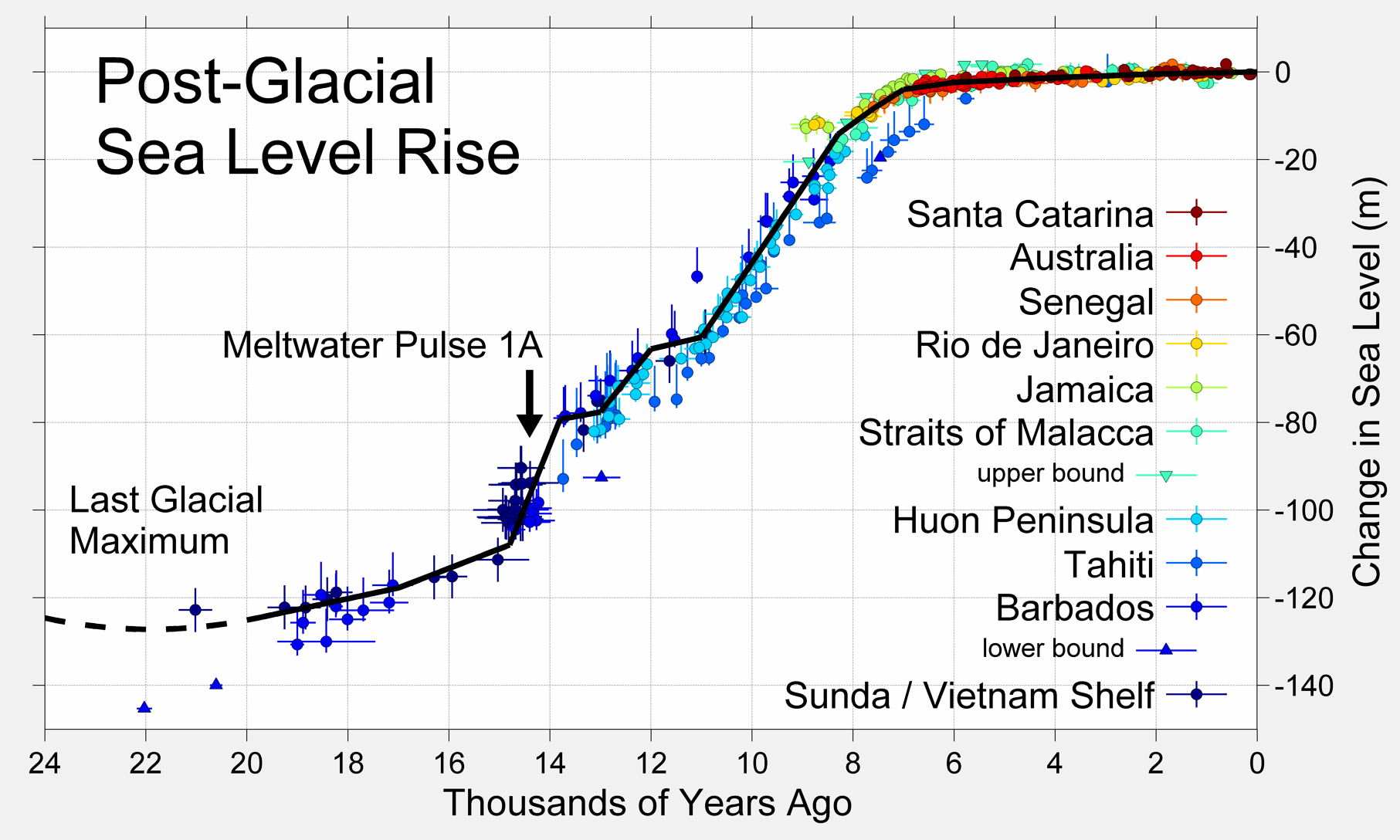
Zmiany poziomu mórz w okresie polodowcowym
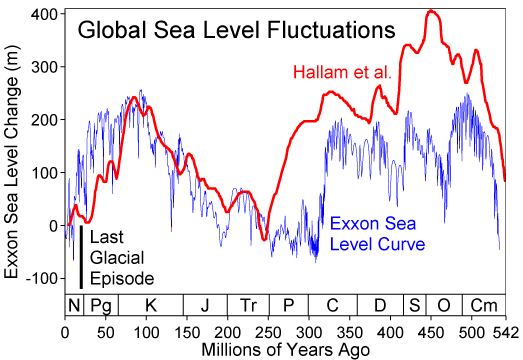
Zmiany poziomu mórz do 600 mln lat wstecz
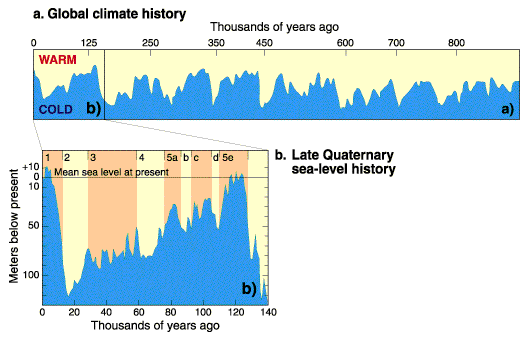
Zmiany poziomu mórz do 900 tys. lat wstecz